# دانشمند، قروجه‌شیله
دانشمند، قروجه‌شیله (به ترکی استانبولی: Danişment) یک منطقهٔ مسکونی در ترکیه است که در استان بارتین واقع شده‌است. دانشمند ۱۲۹ نفر جمعیت دارد.